# 조국해방전쟁승리기념탑

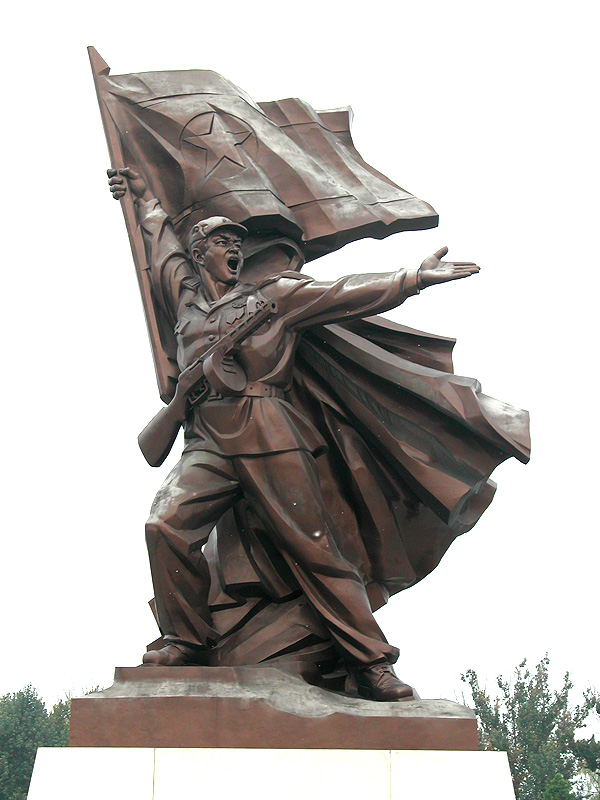
조국해방전쟁승리기념탑의 모습.

조국해방전쟁승리기념탑(祖國解放戰爭勝利記念塔)은 조선민주주의인민공화국 평양직할시 보통강구역에 있는 기념 건축물이다.

## 배경과 역할
조국해방전쟁승리기념탑의 건축은 한국 전쟁을 조국해방전쟁으로 파악하고 미국 제국주의를 상대로 한 이 전쟁에서 승리하였다는 인식에서 출발한다. 한국 전쟁은 조선민주주의인민공화국의 중요한 정치사회화 매체로 활용되며, 이를 위해 휴전협정일은 조국해방전쟁 승리의 날로 지정하고 평양 보통강변에 조국해방전쟁승리기념관을 건축했다. 조국해방전쟁승리기념탑은 승전기념관 옆에 세워진 구조물이다.
1993년 7월 26일에 대규모 군사 퍼레이드를 동반한 제막식을 갖고 세워졌다. 조선민주주의인민공화국 인민들에게 한국 전쟁을 상기시켜 이념적으로 단결시키는 역할을 맡고 있다. 김일성은 "영웅 전사들의 위훈을 보여주는 로천박물관"이라고 말한 바 있다.

## 위치 및 구성

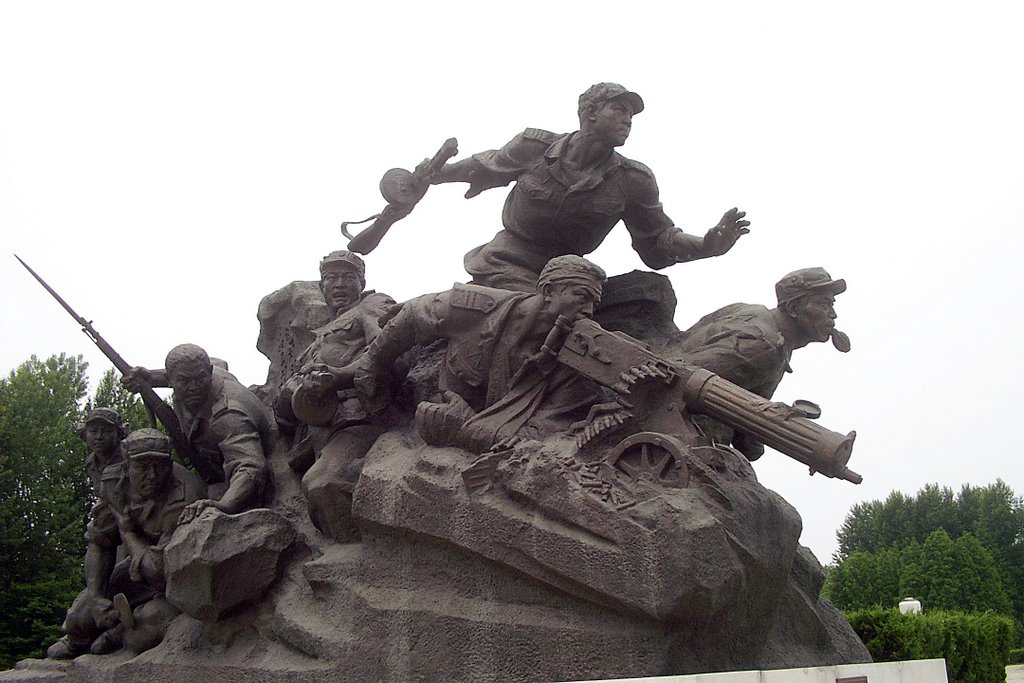
1211고지 방위자들

평양 지하철의 혁신역 부근 비파거리에 있다. 주체사상탑, 조국통일3대헌장기념탑, 당창건기념탑 등과 함께 평양을 상징하는 대표적인 기념탑 가운데 하나이다. 김일성의 생가인 만경대 고향집과 개선문, 만경대학생소년궁전 등을 포함하여 평양의 주요 참관 코스를 이루기도 한다.
입구인 대문을 지나면 왼쪽에는 친필비, 오른쪽에는 헌시비가 있다. 친필비에는 김일성의 다음과 같은 친필이 새겨져 있다.
항일의 전통을 계승하여 위대한 조국해방전쟁에서 제국주의 련합세력을 타승하고 조국의 자유와 독립을 영예롭게 수호한 우리 인민군대와 인민의 영웅적 위훈은 만대에 길이 빛날 것이다.

중심 주제상은 정면의 승리상이며, 그 앞으로 한국 전쟁의 주요 전투 장면 등을 묘사한 열 개의 군상이 두 줄로 도열한 형태이다. 승리상은 조선민주주의인민공화국의 국기를 높이 든 조선인민군 병사의 모습을 형상화한 것이다. 입구 쪽에는 양쪽에 붉은 화강석으로 제작된 조선로동당 당기와 조선인민군 군기가 세워져 있다.

## 사진첩

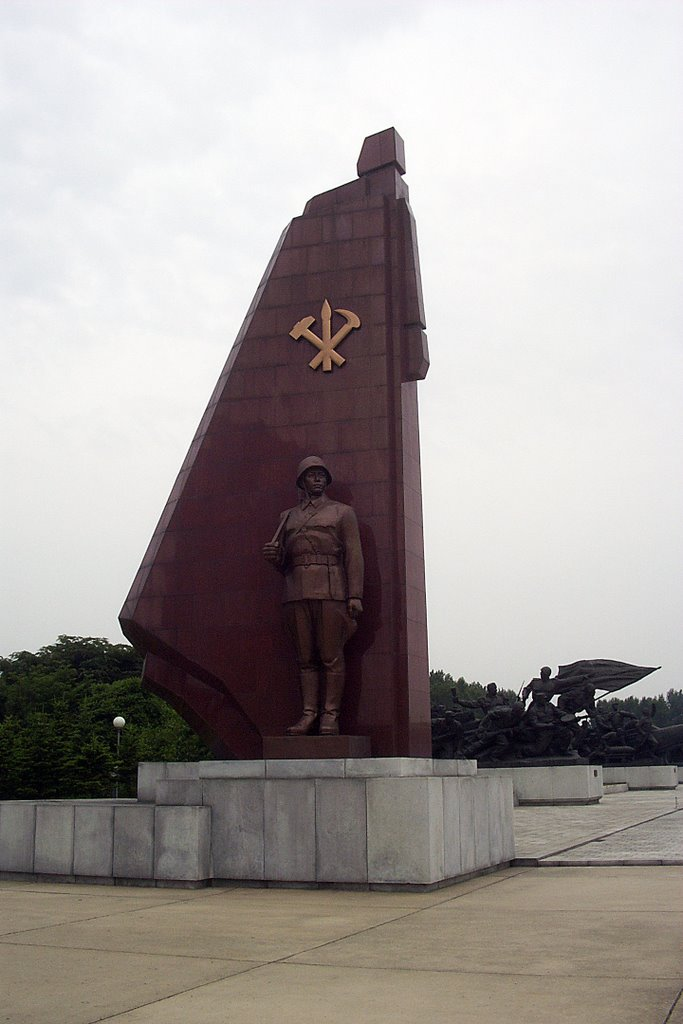
당기와 군기
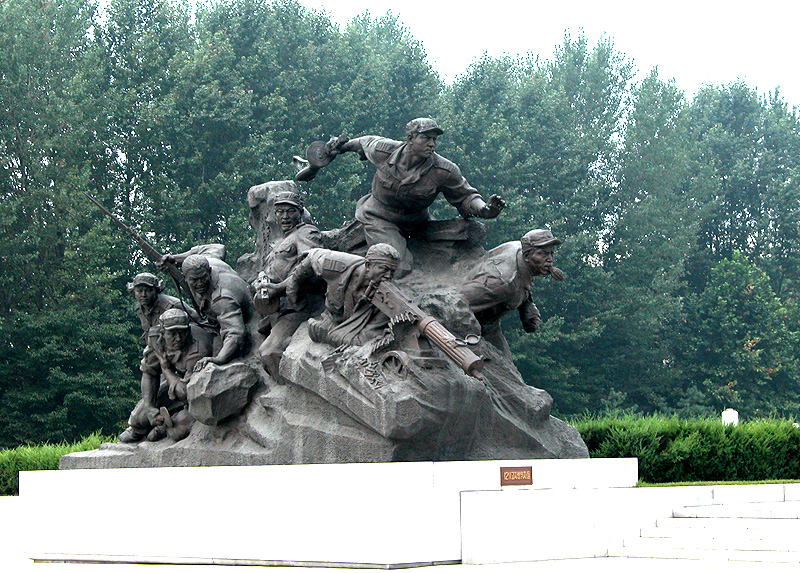
1211고지 방위자들
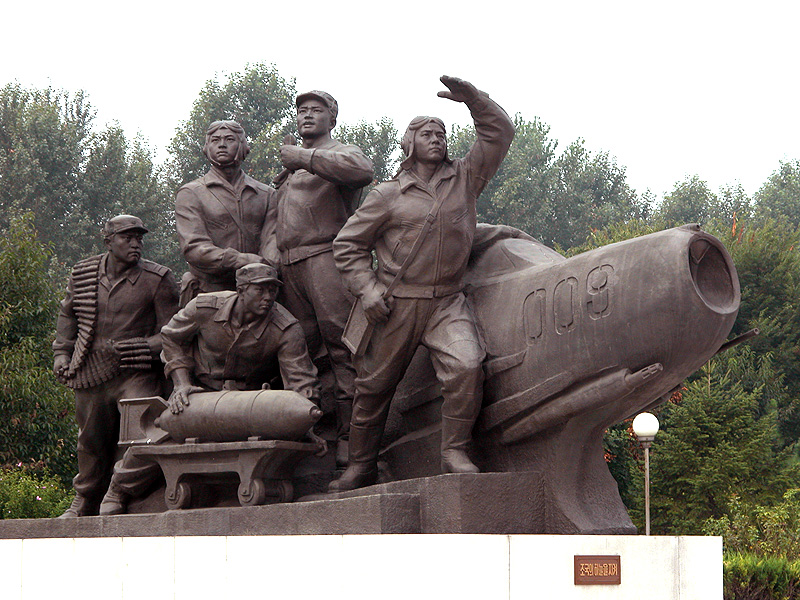
조국의 하늘을 지켜
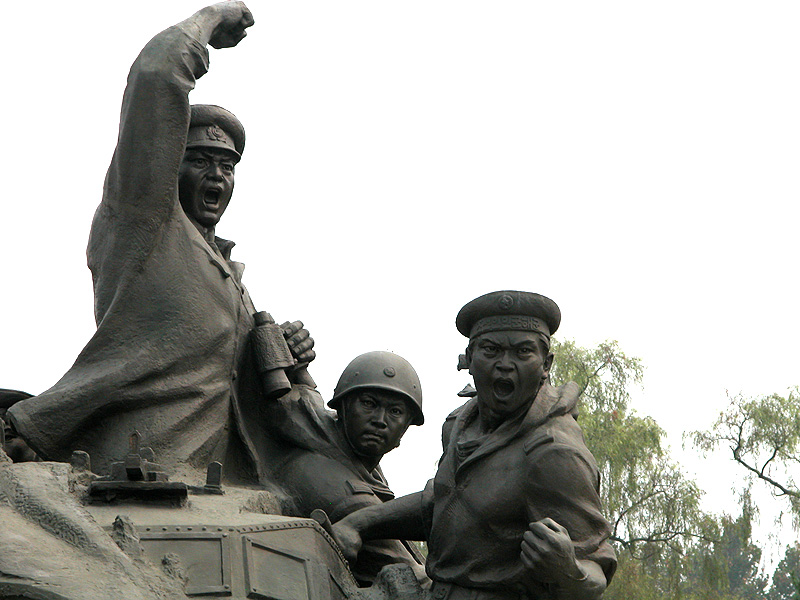
조국의 바다를 지켜
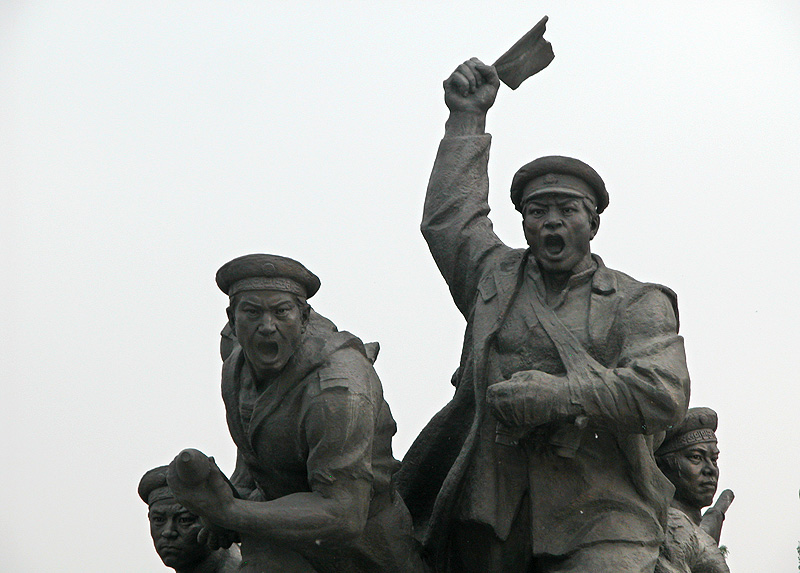
월미도 영웅들
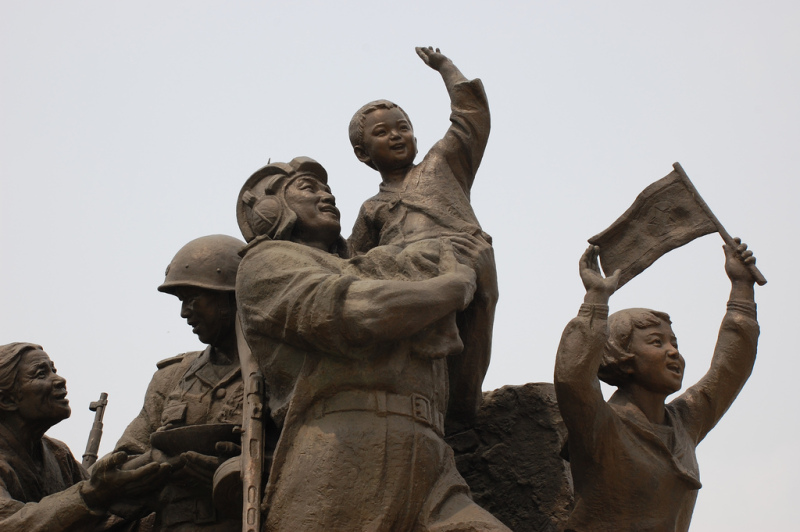
해방된 남녘땅에서
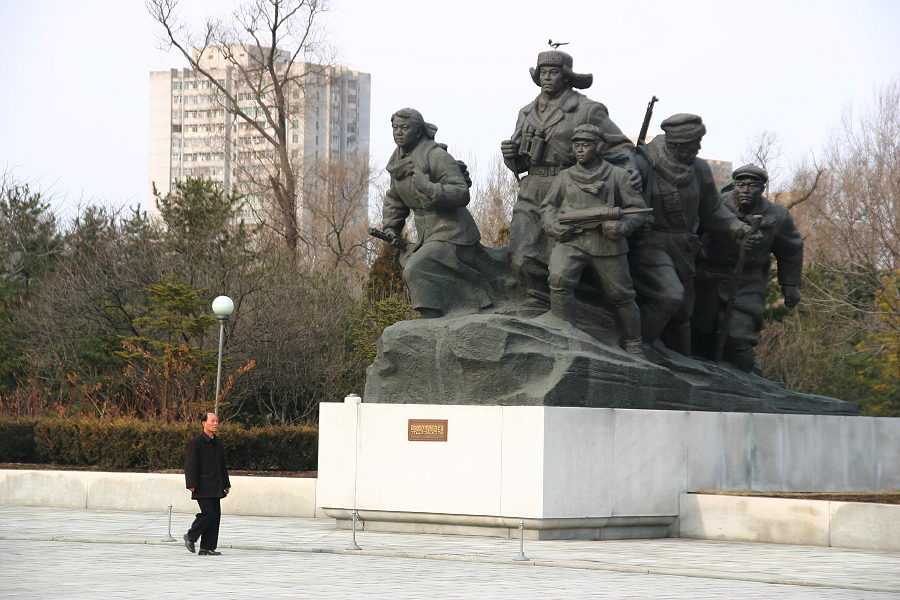
적후 인민유격대원들의 투쟁

## 같이 보기
- 한국 전쟁
- 주체사상탑

## 참고자료
- 소치형 (1999년 8월 1일). 〈제10장 북한의 정치사회화 - 정치사회화의 매체〉. 《북한의 이해》. 서울: 건국대학교출판부. ISBN 8971072199.